# 完顏從恪
完颜从恪（？—1233年5月30日），中國金朝皇族，金卫绍王完颜永济的长子。大安元年（1209年），完颜从恪被封为胙王、左丞相。第二年八月，完颜永济立完颜从恪为皇太子。1213年，胡沙虎杀完颜永济，完颜从恪兄弟被废居中都。贞祐二年（1214年），金宣宗把他们迁到郑州。四年（1216年），迁居南京开封府。天兴元年（1232年），金哀宗在十二月离开汴京，崔立拥立完颜从恪为梁王，第二年，汴京城被蒙古帝国军队攻克，完颜从恪被杀。

## 延伸阅读
[在维基数据编辑]
 《金史·卷93》，出自脱脱《遼史》